# Supersypnoides
Supersypnoides är ett släkte av fjärilar. Supersypnoides ingår i familjen nattflyn.

## Dottertaxa tillSupersypnoides, i alfabetisk ordning[1]
- Supersypnoides achatina
- Supersypnoides albifusa
- Supersypnoides albimedia
- Supersypnoides albina
- Supersypnoides albinigra
- Supersypnoides amplifascia
- Supersypnoides brunnea
- Supersypnoides chinensis
- Supersypnoides curvilinea
- Supersypnoides cyanivitta
- Supersypnoides delphinensis
- Supersypnoides erebina
- Supersypnoides flavipuncta
- Supersypnoides fletcheri
- Supersypnoides fraterna
- Supersypnoides fuliginosa
- Supersypnoides fumosa
- Supersypnoides gigantea
- Supersypnoides gluta
- Supersypnoides hampsoni
- Supersypnoides hercules
- Supersypnoides hoenei
- Supersypnoides infernalis
- Supersypnoides kirbyi
- Supersypnoides lacteata
- Supersypnoides laevis
- Supersypnoides latifasciata
- Supersypnoides lilacina
- Supersypnoides lucida
- Supersypnoides macrophthalma
- Supersypnoides malaisei
- Supersypnoides missionaria
- Supersypnoides moorei
- Supersypnoides olena
- Supersypnoides parva
- Supersypnoides peralba
- Supersypnoides picta
- Supersypnoides prunosa
- Supersypnoides pseudosabulosa
- Supersypnoides rectifasciata
- Supersypnoides rectilinea
- Supersypnoides reticulata
- Supersypnoides rubrifascia
- Supersypnoides sabulosa
- Supersypnoides simplex
- Supersypnoides vicina